# Shag Harbour
Pour les articles homonymes, voir Shag.
Shag Harbour est un petit village de pêcheurs situé sur la côte sud de la Nouvelle-Écosse. C'est l'un des nombreux villages de la municipalité de Barrington, dans le comté de Shelburne. Sa population est d'environ 400 à 450 habitants. Le principal secteur d'activité est la pêche au homard, qui a lieu de novembre à mai.
Shag Harbour est également connu pour son OVNI appelé l'incident de Shag Harbour, observé en 1967.